# Il ritorno di Arsenio Lupin (serie televisiva)
Il ritorno di Arsène Lupin (Le Retour d'Arsène Lupin) è una serie televisiva francese in 12 episodi trasmessi per la prima volta nel corso di una sola stagione dal 1989 al 1990. È basata sulle vicende del ladro gentiluomo Arsène Lupin, personaggio di Maurice Leblanc, sulle cui calcagna si mette, invano, il paranoico commissario Ganimard. Ebbe un séguito trasmesso nel 1995, Les Nouveaux Exploits d’Arsène Lupin.

## Personaggi
- Arsène Lupin, interpretato da	François Dunoyer.
- Ganimard, interpretato da	Paul Le Person.
- Grognard, interpretato da	Eric Franklin.
- Jérôme, interpretato da	Roland Lesaffre.
- Herlock Sholmes, interpretato da	Rade Serebedzija.
- Watson, interpretato da	Branko Cvejic.
- Mercédès, interpretato da	Yolande Folliot.
- Cissy, interpretato da	Catherine Alric.

## Produzione
La serie fu prodotta da Allegro Films e France 3.  Le musiche furono composte da Vladimir Cosma.

### Registi
Tra i registi della serie sono accreditati:
- Alain Nahum (3 episodi, 1995)
- Philippe Condroyer (2 episodi, 1988-1995)
- Vittorio Barino (2 episodi, 1989-1995)
- Michel Wyn (2 episodi, 1989)
- Theo Mezger (2 episodi)

## Distribuzione
La serie fu trasmessa in Francia nel 1988 sulla rete televisiva France 3. In Italia è stata trasmessa con il titolo Il ritorno di Arsenio Lupin.

## Episodi
| Stagione       | Episodi | Prima TV Francia |
| -------------- | ------- | ---------------- |
| Prima stagione | 12      | 1989-1990        |